# Acidonia microcarpa
Acidonia microcarpa är en tvåhjärtbladig växtart som först beskrevs av Robert Brown, och fick sitt nu gällande namn av L.A.S. Johnson & B. G.Briggs. Acidonia microcarpa ingår i släktet Acidonia och familjen Proteaceae. Inga underarter finns listade i Catalogue of Life.